# Moralitet
Moralitet – gatunek dramatyczny o tematyce religijnej, ukształtowany w XIV wieku na północy Europy. Moralitety ukazywały dzieje jednostkowego bohatera, wybierającego pomiędzy złem a dobrem, potępieniem a zbawieniem.
Bohater moralitetu pozbawiony był wszelkich cech jednostkowych, narodowych itp. i stanowił uosobienie całej ludzkości. Ważnym elementem utworu była psychomachia, w której o duszę bohatera walczyły personifikacje cnót i występków (np. Dobro, Zło, Zawiść, Wiara, Pycha itp.); zależnie od wyniku tej walki i dokonanych przez bohatera wyborów, uzyskiwał on albo Boskie miłosierdzie i zbawienie, albo zostawał skazany na piekielne męki. Przesłanie miało być uniwersalne, moralitety unikały więc wszelkich konkretów, zarówno w określeniu miejsca akcji, jak i konstrukcji bohatera.
Były to zazwyczaj utwory długie (nawet ponad 20000 wersów). Chociaż tematyka moralna była przedstawiona w sposób poważny, to czasami występowały w nich elementy komiczne, związane z postaciami diabłów i demonów piekielnych.
Niektóre moralitety to: angielskie Mankind, The Nature of the Four Elements i Everyman, holenderski Elckerlijc, niemiecki Jedermann oraz francuski L'Homme pécheur. W Polsce moralitety pojawiły się dopiero w XVI wieku. Pisali je m.in. Mikołaj Rej (Kupiec), Jan Jurkowski (Tragedia o polskim Scylurusie), Marcin Bielski (Komedyja Justyna i Konstancyjej).